# So I Married an Axe Murderer
So I Married an Axe Murderer is een Amerikaanse komische horrorfilm uit 1993 van Thomas Schlamme met in de hoofdrollen onder meer Mike Myers en Nancy Travis.

## Verhaal
Charlie (Mike Myers) is een in San Francisco wonende "Beat Poet" met zware bindingsangst. Wanneer hij slager Harriet (Nancy Travis) ontmoet, is hij op slag verliefd. Ze leren elkaar beter kennen en alles lijkt perfect, totdat hij toevallig in een tijdschrift leest over een vrouw die al drie keer haar kersverse echtgenoot heeft vermoord, telkens tijdens de huwelijksreis. De details in het artikel komen nauwkeurig overeen met wat hij weet van Harriet en daarom vraagt Charlie zijn vriend Tony (Anthony LaPaglia), die bij de politie werkt, op onderzoek uit te gaan.

## Rolverdeling
| Acteur           | Personage                          | Opmerkingen                           |
| ---------------- | ---------------------------------- | ------------------------------------- |
| Mike Myers       | Charlie McKenzie / Stuart McKenzie | "Beat Poet" / Charlies vader          |
| Nancy Travis     | Harriet Michaels                   |                                       |
| Anthony LaPaglia | Tony Giardino                      | vriend van Charlie, werkt bij politie |
| Amanda Plummer   | Rose Michaels                      | Harriets zus                          |
| Alan Arkin       | Tony's baas                        |                                       |
| Brenda Fricker   | May McKenzie                       | Charlies moeder                       |
| Debi Mazar       | Susan                              | Tony's vriendin                       |
| Charles Grodin   | automobilist                       |                                       |
| Michael Richards |                                    |                                       |